# Ranunculus amplexicaulis
Ranunculus amplexicaulis är en ranunkelväxtart som beskrevs av Carl von Linné. Ranunculus amplexicaulis ingår i släktet ranunkler, och familjen ranunkelväxter. Inga underarter finns listade i Catalogue of Life.

## Bildgalleri

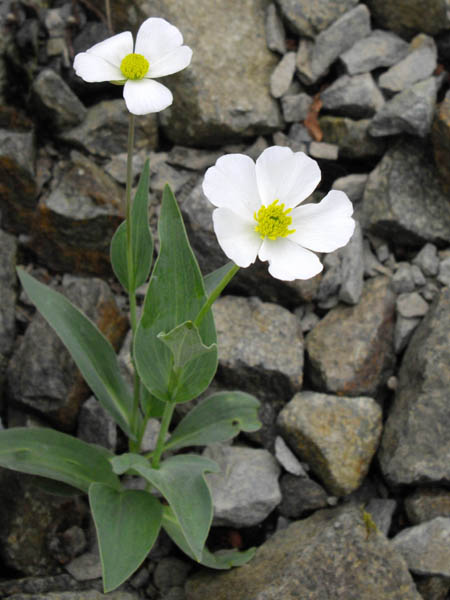
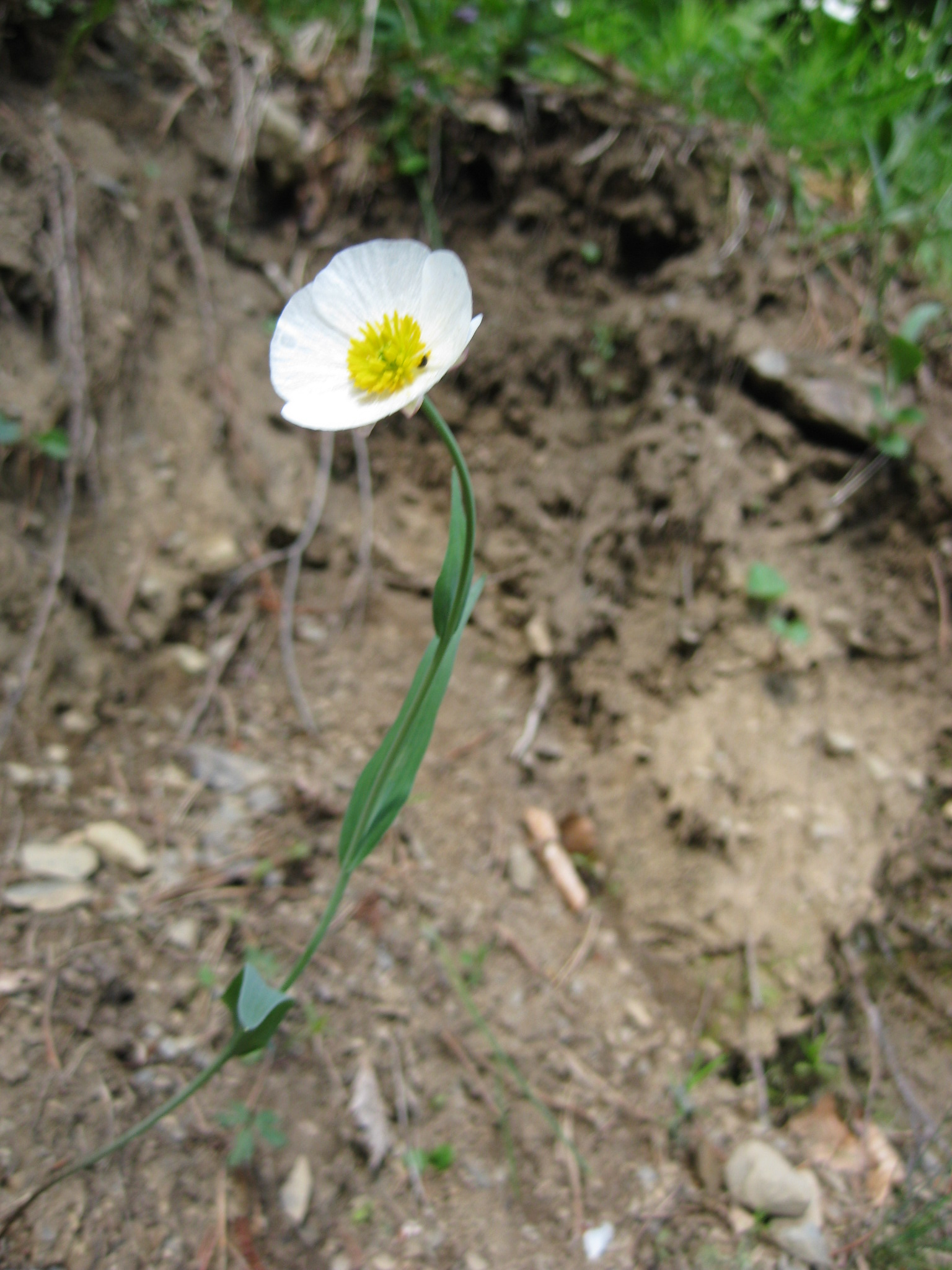
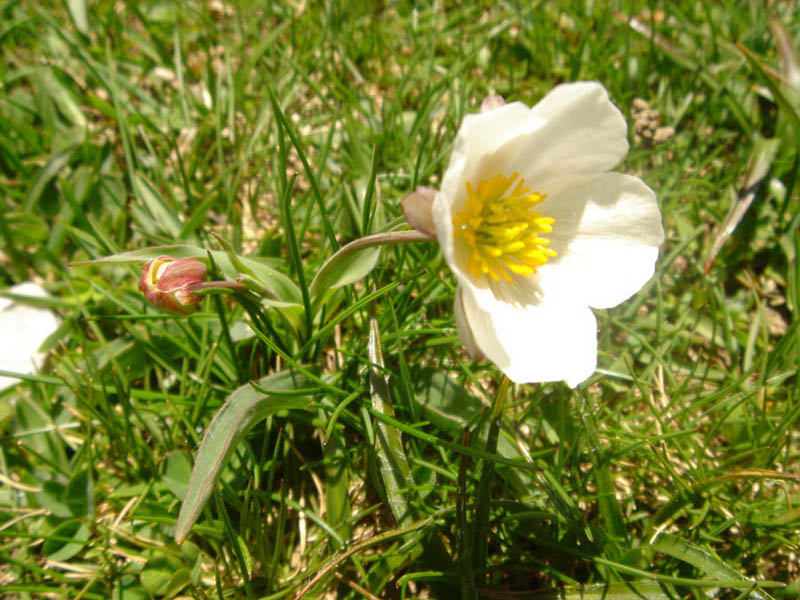
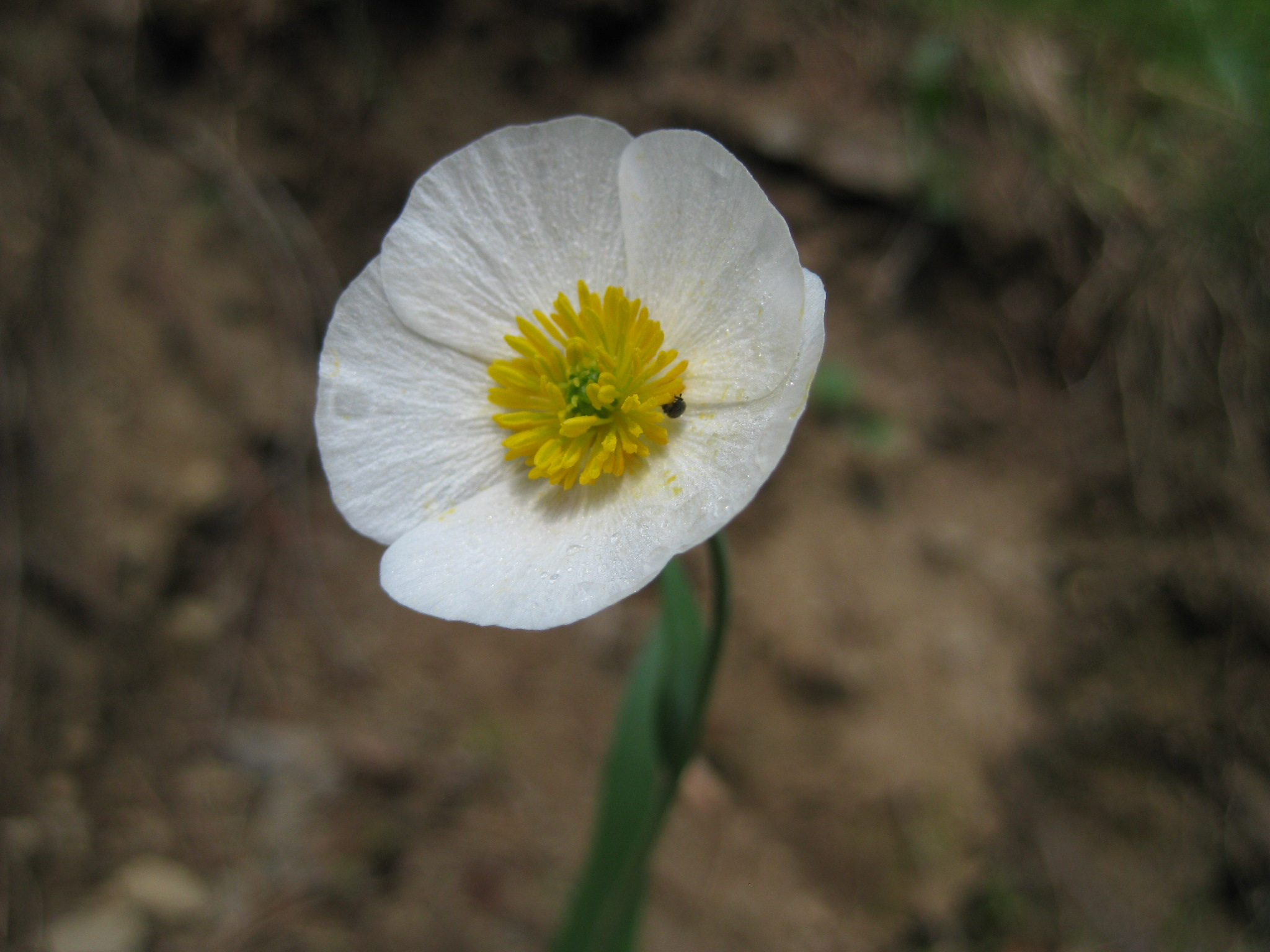
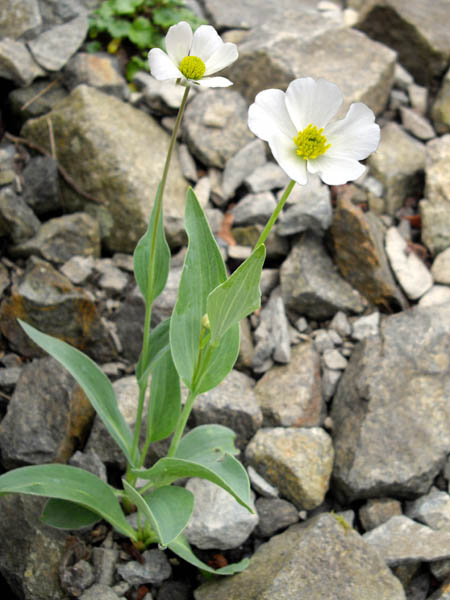
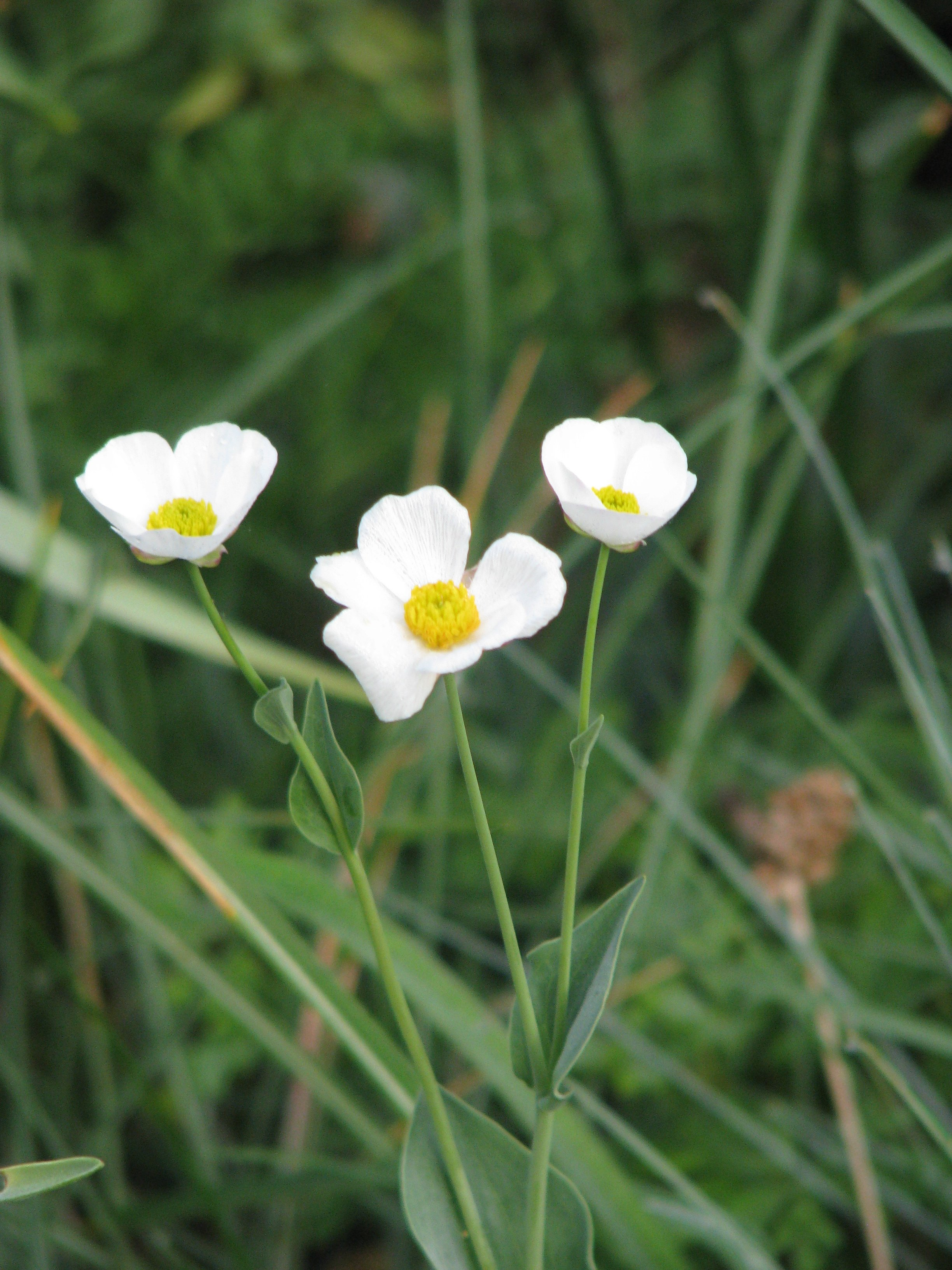